# 偽竜類
偽竜類(ぎりゅうるい、Nothosauroidea)とは三畳紀に存在した、鰭竜類に属する海棲の爬虫類。哺乳類の鰭脚類のように海中で獲物を捕らえるが、岸にも現れていた。全長は3m程で、四肢はヒレ状であり、泳ぐことに適している。やや長い首を持ち、体格は小さいもので数十cm、大きなものでは6～7mに達するなど多様性があった。長い顎の縁には鋭く外向きの歯があり、魚や頭足類を主食としていたことが考えられる。これらに加え歯型や胃内容物から、偽竜類が他の海棲爬虫類（板歯類やフーペイスクス類）を襲うこともあったことが示唆される。
ジュラ紀、白亜紀に繁栄した首長竜類とは近縁であり、偽竜類の初期群から首長竜類は分岐したとされる。しかし偽竜類そのものは、後期三畳紀（ラディニアン‐カーニアン境界）で大半が絶滅しており、これはパンサラッサ海の沿岸部の変動に起因すると考えられる。事実T-J境界を生き延びた海棲爬虫類（真の首長竜や派生的な魚竜）は、タラットサウルス類など浅瀬～沿岸部で蛇行泳法をとる三畳紀の海棲爬虫類と異なり、遠洋での生活に適していた。祖先筋の偽竜類も前肢を用いた活発な遊泳を行っており、これとの関係が推測されている。